# Sonsoles García
Sonsoles García es una abogada ecuatoriana. Actualmente es Ministra de la Producción, Comercio Exterior, Inversiones y Pesca.
Es abogada por la Universidad de Especialidades Espíritu Santo (UEES). Tiene estudios de maestría en Derecho Tributario Internacional, Aduanas y Comercio Exterior de la Universidad Externado de Colombia.
Es socia fundadora de COMERxEC y preside la Comisión de Políticas de Comercio Exterior, Aduanas e Inversiones de ICC Ecuador. Asimismo es miembro del think tank Global Americans y coordinadora de Comercio Exterior del Clúster del Cáñamo de la Cámara de Comercio de Quito. Fue directora de Guayaquil de la Federación Ecuatoriana de Exportadores (Fedexpor) así como en el 2019 directora del Programa OEA en el Servicio Nacional de Aduanas del Ecuador (Senae).